# Misha corre
Misha corre (titolo originale: Milkweed) è un romanzo per ragazzi dello scrittore statunitense Jerry Spinelli, pubblicato nel 2003.
Nel 2004, il libro ha vinto il Golden Kite Award e il Carolyn W. Field Award.

## Trama
Il libro racconta la storia di un bambino orfano e privo di nome che vive a Varsavia negli anni della Seconda guerra mondiale, durante l'Olocausto. Il giovane protagonista dovrà crescere nella follia di quel tempo insieme ad altri ragazzi ebrei orfani, vivere "adottato" da un'altra famiglia ebrea che vive nel ghetto con loro e subirne le conseguenze, senza avere un'identità e rimanendo da solo dopo la deportazione.

## Personaggi
- Misha, protagonista, uno zingaro di circa 8 anni. È un ladruncolo che vive per strada. Uri crea per lui l'identità di Misha perché non ricorda il suo nome e le sue origini.
- Uri, ragazzo ebreo dai capelli rosso acceso. Conosce Misha per strada e lo prende a vivere con sé, proteggendolo e guidandolo.
- Janina, bambina ebrea di 7 anni, che stringe amicizia con Misha. Quando la famiglia è costretta a trasferirsi nel ghetto, Misha va a vivere con lei, i genitori e lo zio.
- dottor Korczak, responsabile dell'orfanotrofio che ospita i bambini ebrei.
- signor Milgrom, padre di Janina.
- signora Milgrom, madre di Janina.
- zio Shepsel
- Katherine'

## Edizioni in italiano
- Jerry Spinelli, Misha corre, traduzione di Angela Ragusa, Milano: Mondadori, 2004
- Jerry Spinelli, Misha corre, traduzione di Angela Ragusa; a cura di Laura Mossi, Milano: Signorelli scuola, 2007
- Jerry Spinelli, Misha corre: romanzo, traduzione di Angela Ragusa, Milano: Mondadori junior, 2008
- Jerry Spinelli, Misha corre, legge: Elena, T. G. [i.e. Grieco, E. T.] Modena, 2015